# Eastern Samar
Koordinaten: 11° 40′ N, 125° 24′ O
Eastern Samar (Wáray-Wáray Sinirangan Samar, Filipino Silangang Samar, deutsch Ost-Samar) ist eine Provinz der Philippinen im Osten der Insel Samar und wird politisch der Region Eastern Visayas (Region VIII) zugeordnet.
Der Hauptstadt der Provinzregierung, Borongan, befindet sich im östlichen Teil der Provinz an der Küste zum Pazifik.

## Geographie
Die Provinz ist umgeben von der Provinz Samar im Westen und von Northern Samar im Norden. Im Osten liegt die Philippinensee, ein Teil des Pazifischen Ozeans und im Süden erstreckt sich der Golf von Leyte.
Das Inland der Provinz ist rau und hügelig und von einer dichten tropischen Vegetation bewachsen, das zudem von zahlreichen Flüssen und Bächen wie auch von Bergzügen durchzogen ist. Die höchsten Gebirgsketten befinden sich im nordwestlichen Teil und ragen bis zu 783 m über den Meeresspiegel. Einige schmale Ebenen ziehen sich hingegen entlang der Küsten und längs der Ufer der Flüsse und deren Seitenarme. Die am durchgängig breiteste Ebene erstreckt sich westlich der Ortschaft Dolores nahe dem südlichen Ufer des Dolores River. Ein weiteres kleineres Flachland liegt innerhalb des Gemeindegebietes von Quinapondan.
Die größte zu Eastern Samar zählende Insel ist mit einer Fläche von 105 km² das Eiland Homonhon, das der Gemeinde Guiuan zugeordnet ist. Eine weitere zu Guiuan zählende Insel ist Suluan, die sich wie Homonhon im Golf von Leyte befindet.
Die Provinz hat eine Gesamtfläche von 4660,47 km².

## Demographie und Sprache
In der Provinz leben laut der Volkszählung aus dem Jahr 2007 insgesamt 405.114 Menschen in 73.032 Haushalten. Damit belegt sie den 20. Platz der bevölkerungsärmsten Provinzen der Philippinen. Die Bevölkerungsdichte liegt bei 93,4 Einwohnern pro km².
Die Mehrheit der Einwohner verwendet die Sprache Wáray-Wáray. Zu den weiteren in der Provinz ansässigen ethnischen Sprachegruppen gehören Kapampangan mit einem Anteil von 0,55 %, Bisaya/Binisaya (0,43 %), Cebuano (0,18 %) und Tagalog (0,17 %).

## Wirtschaft
Das Hauptprodukt der Provinz Eastern Samar ist Kopra und Holz. Die einheimische Agrarwirtschaft liefert maßgebende Nutzpflanzen wie Mais, Reis, Zuckerrohr und verschiedene andere Gemüsearten.
Aufgrund der ausgeweiteten Küstenlinie und der zahlreichen Flüsse ist der Fischfang und die Fischzucht ein weiterer maßgebender Wirtschaftszweig der einheimischen Bevölkerung. Daneben gewinnt der Tourismus in der Provinz mehr und mehr an Bedeutung.

## Politische Gliederung
Eastern Samar ist politisch in eine Component City und 22 eigenständig verwaltete Gemeinden unterteilt. Diese untergliedern sich wiederum in insgesamt 597 Barangays (Ortsteile). Eastern Samar wird weiterhin einem Kongress-Distrikt zugeordnet.

## Stadt
- Borongan City

### Gemeinden
| - Arteche - Balangiga - Balangkayan - Can-avid - Dolores - General MacArthur - Giporlos - Guiuan | - Hernani - Jipapad - Lawaan - Llorente - Maslog - Maydolong - Mercedes - Oras | - Quinapondan - Salcedo - San Julian - San Policarpo - Sulat - Taft |

## Geschichte
Zum Provinzgebiet von Eastern Samar gehört unter anderem die Insel Homonhon, auf der am 16. März 1521 der portugiesische und in spanischen Diensten stehende Navigator Ferdinand Magellan zum ersten Mal auf den Philippinen landete, um Wasser und Vorräte aufzunehmen.
Im Jahre 1596 zogen jesuitische Missionare von der Westküste kommen über die Insel Samar und errichteten schließlich Missionszentren auf dem Gebiet der heutigen Provinz.
Das nächste geschichtlich sehr relevante Ereignis fand am 28. September 1901 während des Philippinisch-Amerikanischen Krieges in der Ortschaft Balangiga statt. An diesem Tag attackierten philippinische Rebellen zusammen mit den Dorfbewohnern die in Balangiga stationierte amerikanische Garnison, töteten den Großteil der Soldaten und vernichteten die gesamte Einrichtung. Dieses Ereignis ging als das Balangiga-Massaker in die amerikanische und philippinische Geschichte ein. Als Vergeltung erhielten die US-Streitkräfte den Befehl, die Insel Samar in eine heulende Wildnis zu verwandeln, woraufhin viele Dörfer niedergebrannt und tausende Filipinos, darunter viele Zivilisten, getötet wurden. Als Kriegstrophäe wurden die Kirchenglocken von Balangiga von den amerikanischen Truppen demontiert und in die Vereinigten Staaten überführt. Bis heute ist dieses Ereignis ein schwarzer Fleck in den Beziehungen der Philippinen zu den Vereinigten Staaten.
Nachdem im Jahre 1942 japanische Streitkräfte die Philippinen besetzten und drei Jahre lang unter ihrer Kontrolle hielten, landeten am 17. Oktober 1944 United States Army Rangers auf den zur heutigen Provinz Eastern Samar gehörigen Inseln Suluan und Homonhon. Dies bildete den Auftakt zur Rückeroberung des Archipels durch die alliierten Truppen, die drei Tage danach mit der Invasion auf Leyte unter dem Kommando von Gen. Douglas MacArthur begann.
Die ehemalige große Provinz Samar wurde schließlich am 19. Juni 1965 mit dem Republic Act Nr. 4221 in die drei eigenständigen Provinzen Eastern Samar, Northern Samar und Western Samar, die heutige Provinz Samar, unterteilt.

## Klima
Die klimatischen Verhältnisse der Provinz fallen unter die Kategorie „E“ und zeichnen sich durch eine monatliche Niederschlagsmenge von mindestens 61 mm aus. Obwohl das Klima jeden Monat durch Regen und zeitweiligen Perioden von heftigen Niederschlägen geprägt ist, lässt sich eine Regensaison definieren, die sich von November bis Januar erstreckt und einen aus Nordosten vorherrschenden Monsunwind mit sich bringt. Ebenso gibt es eine Trockenperiode von Juli bis zum September, die wiederum durch westliche Winde, die man lokal als Habagat bezeichnet, geprägt ist.
Die Anzahl an Regentagen liegt durchschnittlich bei 190 Tagen. Die mittlere Temperatur beträgt 26,8 °C, wobei 22,9 °C den unteren Durchschnittswert bilden und 30,8 °C das durchschnittliche Maximum darstellt.

## Sehenswürdigkeiten
- Der Samar Natural Park
- Die Insel Homonhon
- Die zu Guiuan gehörenden Inseln Kantican Island, auch bekannt als Pearl Island
- Die Hamorawon-Quelle bei Borongan
- Sulangan Beach
- Die Kirche La Inmaculada Concepcion stand auf der Vorschlagsliste der Philippinen zur Aufnahme in die UNESCO-Welterbeliste, wurde aber durch den Taifun Haiyan komplett zerstört.